# Ángel de fuego
Ángel de fuego és una pel·lícula mexicana dirigida per Dana Rotberg estrenada en 1993 i nominada a 16 premis Ariel de l'associació mexicana d'arts i ciències cinematogràfiques.

## Trama
Una jove de 13 anys anomenada Alma que feia trapezi i escopia foc totes les nits en un pobre circ de la Ciutat de Mèxic es trobava embarassada de la relació incestuosa que mantenia amb el seu pare (Renato) un pallasso malalt que mor.
Alma és expulsada del circ perquè es nega a perdre al seu fill.
Vivint als carrers coneix a un grup de titellaires ambulants que a través de Refugio (la seva guia) predicaven la paraula de Déu.
Alma il·lusionada rep les promeses que aquests li conten i encàrrec la vida del seu fill a Déu.
Llavors se sotmet a una cerimònia de purificació en la qual per mitjà del dolor se li va dir podria aconseguir la redempció i un lloc en el llibre del perdó. Però el Déu d'aquests sacrificis no atén el seu anomenat.

## Repartiment
- Evangelina Sosa (Alma)
- Lilia Aragón (Refugio)
- Roberto Sosa (Sacramento)
- Noé Montealegre (Noé)
- Alejandro Parodi (Renato)
- Salvador Sanchez (Rito)
- Ginna Morett (Malena)
- Mercedes Pascual (Josefina)
- Farnesio de Bernal (Lidio)
- Marha Aura (Marta)
- Agustín silva (Carmelo)
- Teesa Alfaro (Tita)

## Temes
Fent una profunda revisió d'un grup de persones marginals, utilitzant la cambra com un ull sorprès davant un món que escapa de la simple comprensió, Dana Rotberg brinda l'oportunitat de donar un cop d'ull als desposseïts, aquells que habiten els cinturons de misèria de la gran ciutat. Sense ser pamfletària, la realitzadora proposa una visió entre sorpresa i paradoxal d'un Mèxic d'enormes contradiccions i pobresa que cap miracle econòmic ha pogut eliminar.
Ángel de fuego és la cerca del perdó i la fe en un món que a penes si permet viure abans d'acabar per ofegar tot signe de vida i, per descomptat, d'amor.
| « | Un acte considerat pecat, com el de l'incest, és l'únic vàlid i bell del personatge central. Per a mi no hi ha relació humana que en si mateixa hagi de ser condemnada. L'incest que comet Alma amb el seu pare és, teòricament, una relació prohibida, però com a generadora d'amor, tendresa i vida és positiva, mentre la legalment incestuosa però reprimida entre Refugio i el seu fill Sacramento genera violència i crueltat, i és per mi negativa. Volia, sobretot, fer comprendre al públic que ningú està segur. És una fantasmagoria, la meva pròpia indagació, sobre la fe; una història de sacrificis com a màxima exigència per a sobreviure en aquest planeta", | » |

## Premis
- Ariel Ex aequo millor actriude quadre per a Gina Morett.
- Festival de Cinema Iberoamericà de Huelva
- Esment especial de la crítica internacional.
- 7a Mostra de cinema Mexicà Guadalajara, premio “musa del cinema” atorgat per FIPRESCI i premi Dicine.
- Festival Llatí de l'associació de cronistes d'espectacles, Nova York, premi ACE.
- Festival de nou cinema Americà, l'Havana, Cuba. Premi coral a l'escenografia i esment especial del jurat.[6]
- Festival internacional de cinema fantàstics Porto, Portugal. Premi a la millor actriu per a Evangelina Fada i premi especial del jurat.
- Festival Internacional de la imatge femenina (10) Marsella, premi dels estudiants i premi dels alumnes.
- Primera trobada cinematogràfica de Cancun, Mèxic, Premi Jaguar Maia a la millor actriu.[6]